# Леоненко Микола Миколайович
Леоненко Микола Миколайович (нар. 1951) — український математик. Доктор фізико-математичних наук, професор математики Київського національного університету (до 2001 р.), а станом на 2015 р. Кардіффського університету, Велика Британія. Працював у багатьох університетах Італії, Данії, Австралії, США, Франції, Іспанії.
Коло наукових інтересів: статистичний аналіз випадкових процесів і випадкових полів; граничні теореми для функціоналів від випадкових полів при слабкій і сильній залежності; граничні розподіли в рішеннях лінійних і нелінійних диференціальних рівнянь з випадковими початковими умовами; дробові диференціальні рівняння і PDE з випадковими даними; статистичні методи з інформацією більш високого порядку; Фінанси та стохастика; Проблема розорення для Jump-дифузійних для страхових моделей; мультифрактальний момент масштабування геометричних процесів Орнштейна-Уленбека; статистична оцінка інформації Шеннона і Рен'ї та статистичних відмінностей.
Належить до Української математичної школи імовірностей. Лауреат Премії імені М. М. Крилова (1993).
Член редакційної ради з наступних журналів:
- International Journal of Stochastic Analysis (Hindawi Publishing Corporation, USA), ISSN 1048-9533
- International Journal of Differential Equations (Hindawi Publishing Corporation, USA), ISSN 1687-9643
- Random Operators and Stochastic Equations (publ. Walter de Gruyter, Berlin, New York), ISSN 0926-6364
- Statistics Research Letters, The World Academic Publishing Co., Limited, ISSN 2325-7040
- Theory of Probability and Mathematical Statistics (publ. TBiMC (Ukraine) and AMS (USA)), ISSN 1547-7363
- Бюлетень національного університету імені Тараса Шевченка (Видавництво: Київський університет, Україна), ISSN 1684-1565.

## Праці
- Теоретико-ймовірнісні та статистичні методи в економетриці та фінансовій математиці [Текст]: учбовий посібник для студ. екон. та мат. спец. ун-тів / М. М. Леоненко [и др.]. — К. : [б.в.], 1995. — 380 с. — ISBN 5-7707-9199-3
- Leonenko, N. N., Ruiz-Medina, M. D. and Taqqu, M. S. 2011. Fractional elliptic, hyperbolic and parabolic random fields. Electronic Journal of Probability 16, pp. 1134–1172., article number: 40. (10.1214/EJP.v16-891)
- Anh, V. V., Leonenko, N. N. and Shieh, N. 2009. Multifractal scaling of products of birth-death processes. Bernoulli 15(2), pp. 508–531. (10.3150/08-BEJ156)
- Leonenko, N. N., Pronzato, L. and Savani, V. 2008. A class of Rényi information estimators for multidimensional densities. Annals of Statistics 36(5), pp. 2153–2182. (10.1214/07-AOS539)

## Джерело
- «Вечір з Миколою Княжицьким» Микола Леоненко [Архівовано 6 квітня 2016 у Wayback Machine.]
- Professor Nikolai Leonenko [Архівовано 19 квітня 2015 у Wayback Machine.]

| Володимир Вернадський | Це незавершена стаття про українського науковця. Ви можете допомогти проєкту, виправивши або дописавши її. |

1. 1 2 3 4 5 6  Математичний генеалогічний проєкт — 1997.